# Кабиршакти
Кабиршакти́ (каз. Қабыршақты) — село у складі Акжаїцького району Західноказахстанської області Казахстану. Адміністративний центр та єдиний населений пункт Кабиршактинського сільського округу.
У радянські часи село називалось Первомайське, до 2018 року — Первомай.
Населення — 918 осіб (2021; 1069 у 2009, 1095 у 1999, 1467 у 1989).